# جک رایلی
جک رایلی (انگلیسی: Jack Riley (actor)؛ زادهٔ ۳۰ دسامبر ۱۹۳۵) یک هنرپیشه، و صدا پیشه اهل ایالات متحده آمریکا است. وی از سال ۱۹۶۲ میلادی تاکنون مشغول فعالیت بوده‌است.
از فیلم‌هایی که وی در آن نقش داشته‌است، می‌توان به اضطراب بالا اشاره کرد.